# Inmaculado Corazón de María
El Inmaculado Corazón de María es una devoción católica usada para referirse a la vida interior de la Bienaventurada Virgen María, sus gozos y tristezas, sus virtudes y su perfección y, sobre todo, su purísimo amor por Dios Padre, su amor maternal por Jesús y por los hombres.
El corazón de María es mencionado específicamente en la Biblia.
Esta devoción es mencionada por san Gregorio Taumaturgo, Padre de la Iglesia del siglo III, por Teodoto de Ancira, del siglo V, y por el teólogo benedictino Ruperto de Deutz, del siglo XII.
En el siglo XVII, el sacerdote francés san Juan Eudes escribió las primeras obras sobre el Corazón de María. A mediados del siglo XVII fundó la Congregación de Jesús y María para religiosos, la Orden de Nuestra Señora de la Caridad del Refugio para religiosas y la Sociedad del Corazón de María Admirable para seglares.
San Antonio María Claret fundó en 1859 la Congregación de Misioneros Hijos del Inmaculado Corazón de María en España. Teófilo Verbist fundó en 1862 la Congregación del Inmaculado Corazón de María en Bélgica.
En 1917, en las apariciones de Fátima, Portugal, la Virgen María se apareció a tres niños pastores y les habló de la difusión de la devoción al Inmaculado Corazón de María y del rezo del rosario para solucionar los graves problemas a los que se enfrentaba el mundo. También dijo que volvería para pedir la consagración de Rusia al Inmaculado Corazón. En 1929 la Virgen volvió a aparecerse a Lucía dos Santos, uno de los tres videntes de Fátima, en Tuy, España, y le dijo que había llegado el momento de que el papa realizase la consagración en unión con todos los obispos del mundo.
Alejandrina de Balazar tuvo una serie de revelaciones privadas de Cristo, por las cuales pidió la consagración del mundo al Inmaculado Corazón de María entre 1936 y 1941. El venerable Pío XII realizó la consagración con un mensaje de radio transmitido a Fátima el 31 de octubre de 1942, lo cual fue renovado el 8 de diciembre de ese mismo año en la Basílica de San Pedro de Roma. Pío XII consagró a los "pueblos de Rusia" al Inmaculado Corazón en 1952 con una carta apostólica. Tras el atentado contra san Juan Pablo II, que aparentemente estaba profetizado por las apariciones de Fátima, el papa volvió a consagrar al mundo al Inmaculado Corazón el 25 de marzo de 1984, en un acto al que estuvieron convocados todos los obispos del mundo.
Durante el conflicto en curso, el 25 de marzo de 2022 el papa Francisco consagró Rusia y Ucrania al Inmaculado Corazón de María en unión con obispos de todo el mundo para implorar el fin de la guerra.

## Origen
Referirse a los sentimientos de Dios y los hombres como sus corazones es habitual en el Antiguo y el Nuevo Testamento. Dios dijo, por medio del profeta Ezequiel:

Os daré un corazón nuevo, y pondré espíritu nuevo dentro de vosotros; y quitaré de vuestra carne el corazón de piedra, y os daré un corazón de carne. Y pondré dentro de vosotros mi espíritu, y haré que andéis en mis estatutos, y guardéis mis preceptos y los pongáis por obra.
Libro de Ezequiel. Capítulo 36, versículos 26-27

La devoción al Sagrado Corazón de Jesús y al Inmaculado Corazón de María están muy extendidas en el catolicismo.
Después del Nacimiento de Cristo, los pastores adoraron al Niño en el portal de Belén. Entonces la Biblia dice que "María atesoraba todas estas cosas, meditándolas en su corazón". Posteriormente, tras la presentación de Jesús, el primogénito (y unigénito) varón, en el Templo de Jerusalén, un anciano llamado Simeón reconoció al niño, dijo que era la Salvación y profetizó la Pasión de Cristo a la Virgen María diciendo "una espada te atravesará el alma a fin de que queden al descubierto las intenciones de muchos corazones" (Lucas 2:35). Por eso, este corazón se representa a menudo con un puñal o con siete, ya que es el número bíblico de la plenitud y también está en la devoción de los siete dolores de la Virgen María.
El Inmaculado Corazón también se representa a veces con una corona de rosas.
Cuando encontraron a Jesús en el Templo de Jerusalén entre los doctores de la Ley la Biblia dice "su madre atesoraba todas estas cosas en su corazón" (Lucas 2:51), de forma similar a Lucas 2:19.
La devoción al corazón de María es mencionada por san Gregorio Taumaturgo, Padre de la Iglesia del siglo III, por Teodoto de Ancira, del siglo V, y por el teólogo benedictino Ruperto de Deutz, del siglo XII.
En el siglo IV, san Agustín de Hipona contribuyó a la argumentación teológica de que María fue una mujer concebida sin el pecado original, es decir, Inmaculada. Fue preservada del pecado original por Dios para concebir al hombre que no tuvo pecado alguno, Jesús. La Inmaculada Concepción de María fue establecida como dogma por el papa beato Pío IX con la bula Ineffabilis Deus del 8 de diciembre de 1854. San Juan Pablo II usó la frase de la piedad medieval Caro Christi, caro Marieae para explicar que "la carne de Cristo en la Eucaristía es, sacramentalmente, la carne asumida de la Virgen María".

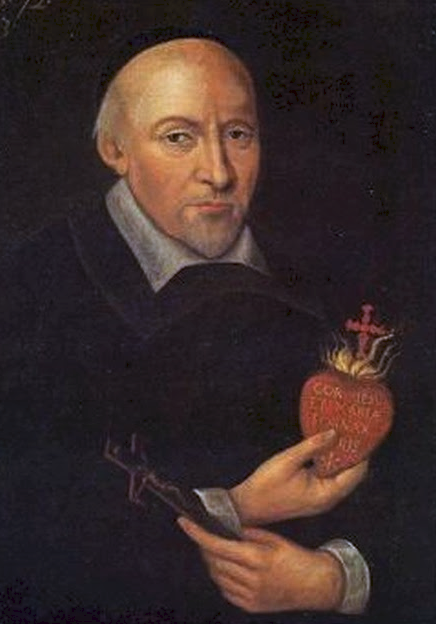
San Juan Eudes.

El sacerdote francés san Juan Eudes fue un gran difusor de la devoción a los Sagrados Corazones. Estuvo en el Oratorio de Jesús. A mediados del siglo XVII fundó la Congregación de Jesús y María para religiosos, la Orden de Nuestra Señora de la Caridad del Refugio para religiosas y la Sociedad del Corazón de María Admirable para seglares. Escribió muchas obras religiosas.
En 1648 publicó una obra titulada «Devoción al Santísimo Corazón y al Santísimo Nombre de la Bienaventurada Virgen María» («Devotion au très saint coeur et très saint nom de la bienheureuse Vierge Marie») que incluye un oficio, una misa y meditaciones para una octava al Corazón de María. Su segunda edición, de 1650, incluyó el primer tratado sobre el Corazón de María. Hubo otra edición en 1663, con nuevas aportaciones.
En 1681 se publicó su obra «El corazón admirable de la Sacratísima Madre de Dios o la devoción del Santísimo Corazón de la Bienaventurada Virgen María» («Le coeur admirable de la tres-sacrée mere de Dieu, ou La devotion du tres-saint coeur de la bien-heureuse Vierge Marie»).
San Juan Eudes escribió el primer oficio litúrgico en honor del Sagrado Corazón de Jesús. La fiesta del Sagrado Corazón de Jesús se celebró por primera vez, con el beneplácito de muchos obispos de Francia, el 20 de octubre de 1672.
En 1909 san Pío X lo llamó "padre, doctor y apóstol de los cultos litúrgicos a los Sagrados Corazones de Jesús y María".

## SigloXIX

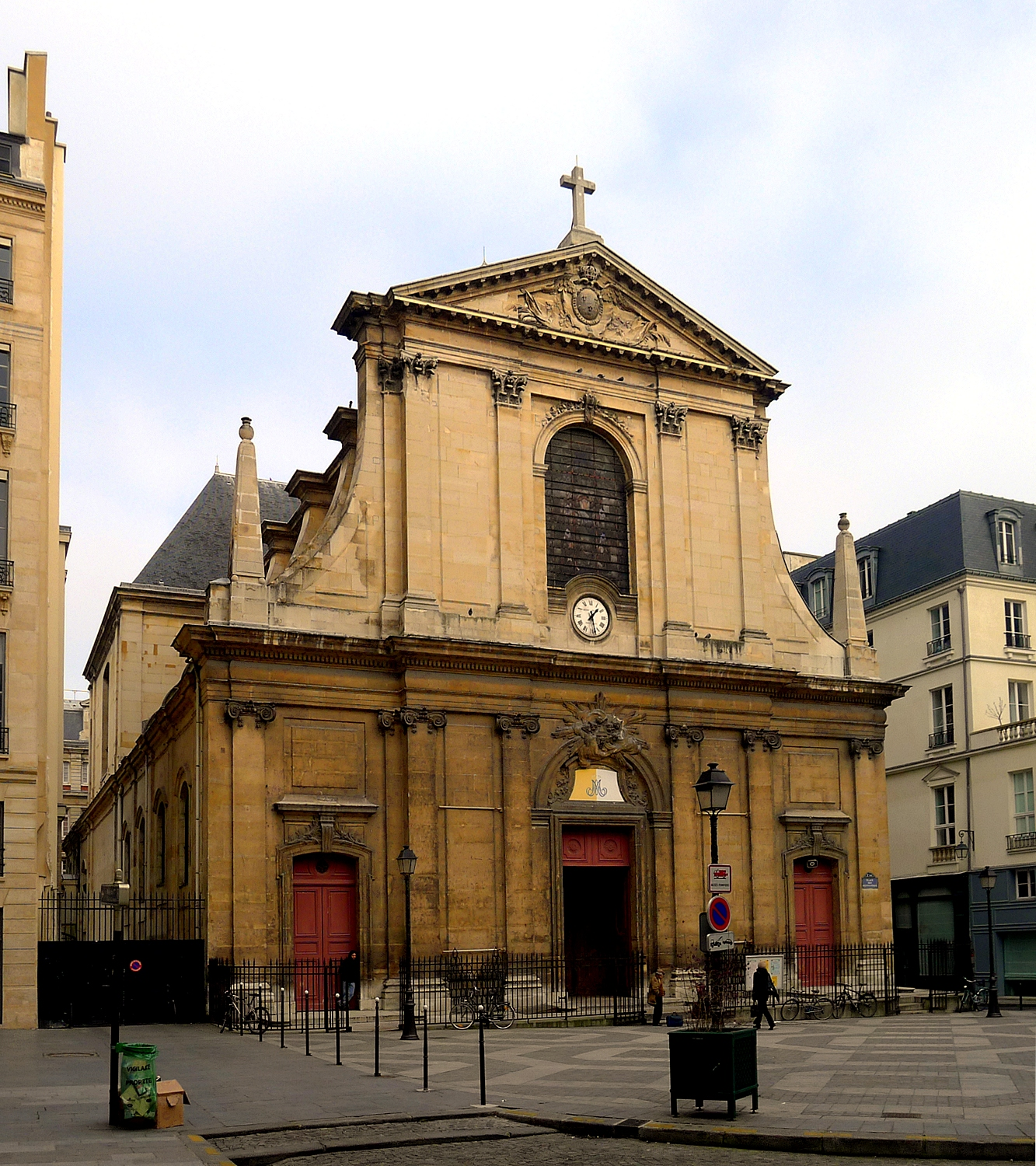
Basílica de Nuestra Señora de las Victorias de París.

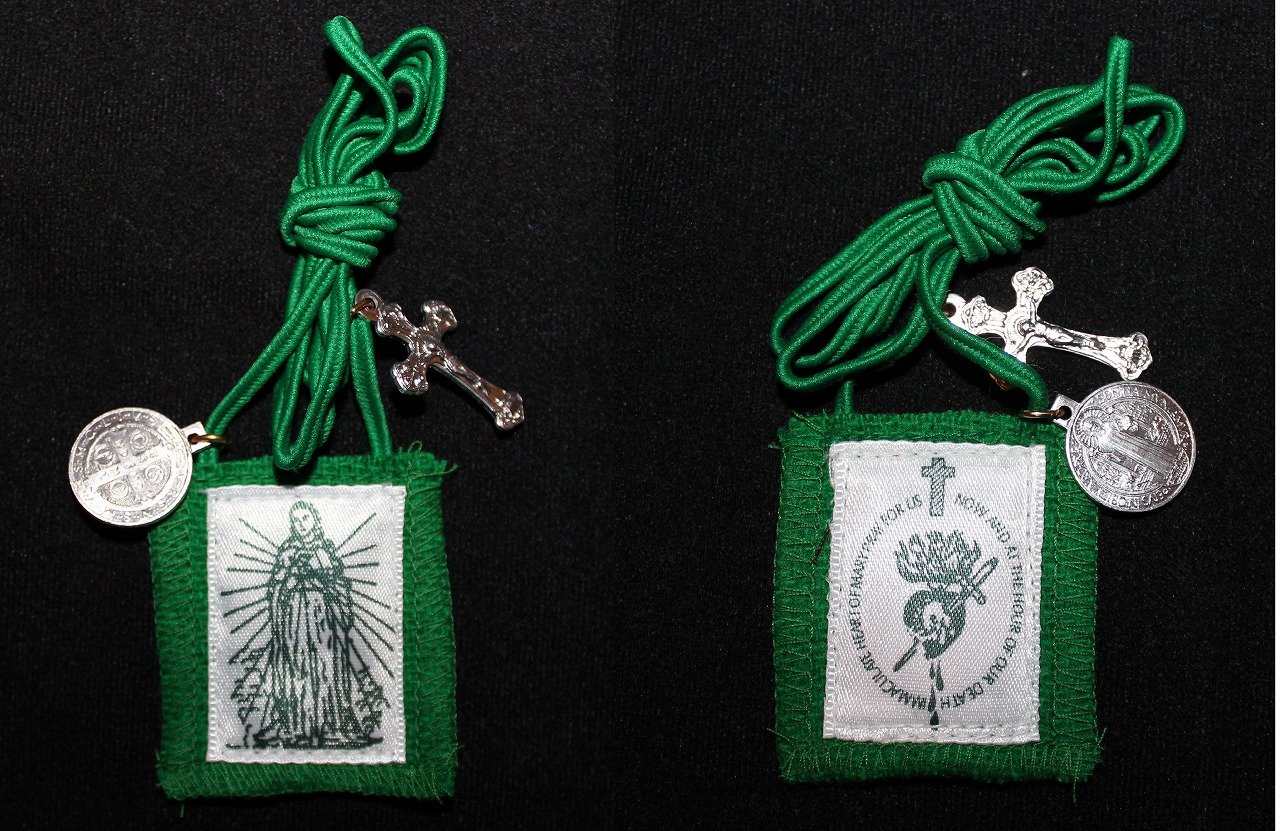
Escapulario verde, a la izquierda un lado y a la derecha el otro.

En 1832 el sacerdote Charles-Éléonore Dufriche-Desgenettes pasó a ser párroco en la Iglesia de Nuestra Señora de la Victorias de París, que tenía muy pocos feligreses. El 3 de diciembre de 1836, mientras celebraba la Santa Misa, recibió la revelación divina de consagrar la parroquia al "Santísimo e Inmaculado Corazón de María". En ocho días, Genettes escribió los estatutos para una asociación de fieles del Inmaculado Corazón y logró la aprobación del arzobispo de París. Con esta cofradía, aumentaron las conversiones, incluyendo la del antiguo ministro Étienne de Joly, que se había apartado de la fe. En 1927 obtuvo el rango de basílica menor.
El 28 de enero de 1840, fiesta de la Natividad de la Virgen, la Virgen se apareció a sor Justina Bisqueyburu, de la Compañía de Hijas de la Caridad de San Vicente de Paúl, en su convento de París y le entregó un escapulario de color verde con el Inmaculado Corazón para obtener gracias y vencer las tentaciones del demonio. Pío IX autorizó su uso.
El español san Antonio María Claret siempre fue muy devoto de la Virgen María desde su infancia en Sallent de Llobregat. En 1831 se unió a la Real y Antigua Congregación del Sagrado y Amantísimo Corazón de Jesús y a la nuevamente erigida al Sagrado Corazón de María de Manresa. 
Claret estuvo en el noviciado de los jesuitas de Roma entre 1839 y 1840. El general de la Compañía de Jesús, Juan Roothaan, era un gran devoto del Corazón de María y, en 1848, mandó unas cartas sobre esta devoción a la casa profesa, el colegio y el noviciado de los jesuitas en Roma.
En 1847 se publicó en España la obra «La Archicofradía del Santísimo e Inmaculado Corazón de la Madre de Dios para la conversión de los pecadores», del sacerdote y teólogo Cosme Damián y Laraudo.
En 1845 se fundó en Badalona una Archicofradía del Inmaculado Corazón.
En junio de 1846 Claret predicó una gran misión en Lérida y estableció en la Iglesia del Santo Hospital la Archicofradía del Inmaculado Corazón de María.
Conocedor de las conversiones en la Archicofradía de París y de la obra de Cosme Damián y Laraudo, en 1847 empezó a escribir sobre el Corazón de María. Ese año, predicó una conocida novena al Corazón de María en la Catedral de Vich y se divulgaron textos sobre esta devoción. A raíz de esto se fundó otra Archicofradía del Inmaculado Corazón en la Iglesia de Santo Domingo, que en pocos meses tenía ya 20 000 miembros. En 1847 se fundó otra en Tarragona y en 1848 otra en Barcelona.
Entre 1848 y 1849 fue de misionero por las Islas Canarias, predicando sobre el Inmaculado Corazón. Cuando terminó su trabajo apostólico en Gran Canaria, el obispo Buenaventura Codina y Augerolas ordenó que se erigiese en todas las parroquias de la diócesis una Cofradía del Inmaculado Corazón de María.
El 16 de julio de 1849 fundó en Vich la Congregación de los Misioneros Hijos del Inmaculado Corazón de María.
Claret fue arzobispo de Santiago de Cuba desde 1850. En 1853 consagró su diócesis al Inmaculado Corazón y procedió a la fundación de estas cofradías en todas las parroquias. En 1859 regresó a España, donde fue confesor de Isabel II en Madrid. Claret aprovechó esta posición y, como Isabel II era una devota católica, le pidió a la reina que mediase ante el papa por este asunto.  Siendo papa Pío IX, la Sagrada Congregación de Ritos de la Santa Sede aprobó el decreto Regni Hispaniarum del 26 de junio de 1862, por el que se establecía la festividad del Inmaculado Corazón en España, con su correspondiente misa y oficio litúrgico, el domingo posterior a la octava de la Asunción.
Claret escribió casi una docena de obras sobre el Inmaculado Corazón, además de tratar el tema en obras sobre otros asuntos.
En 1861 el sacerdote Teófilo Verbist fundó la Congregación del Inmaculado Corazón de María en el barrio de Scheut de Bruselas, Bélgica, el 28 de noviembre de 1862. En 1862 fue a Roma. En 1863 se fue de misionero a China.

## Fátima, Pontevedra y Tuy

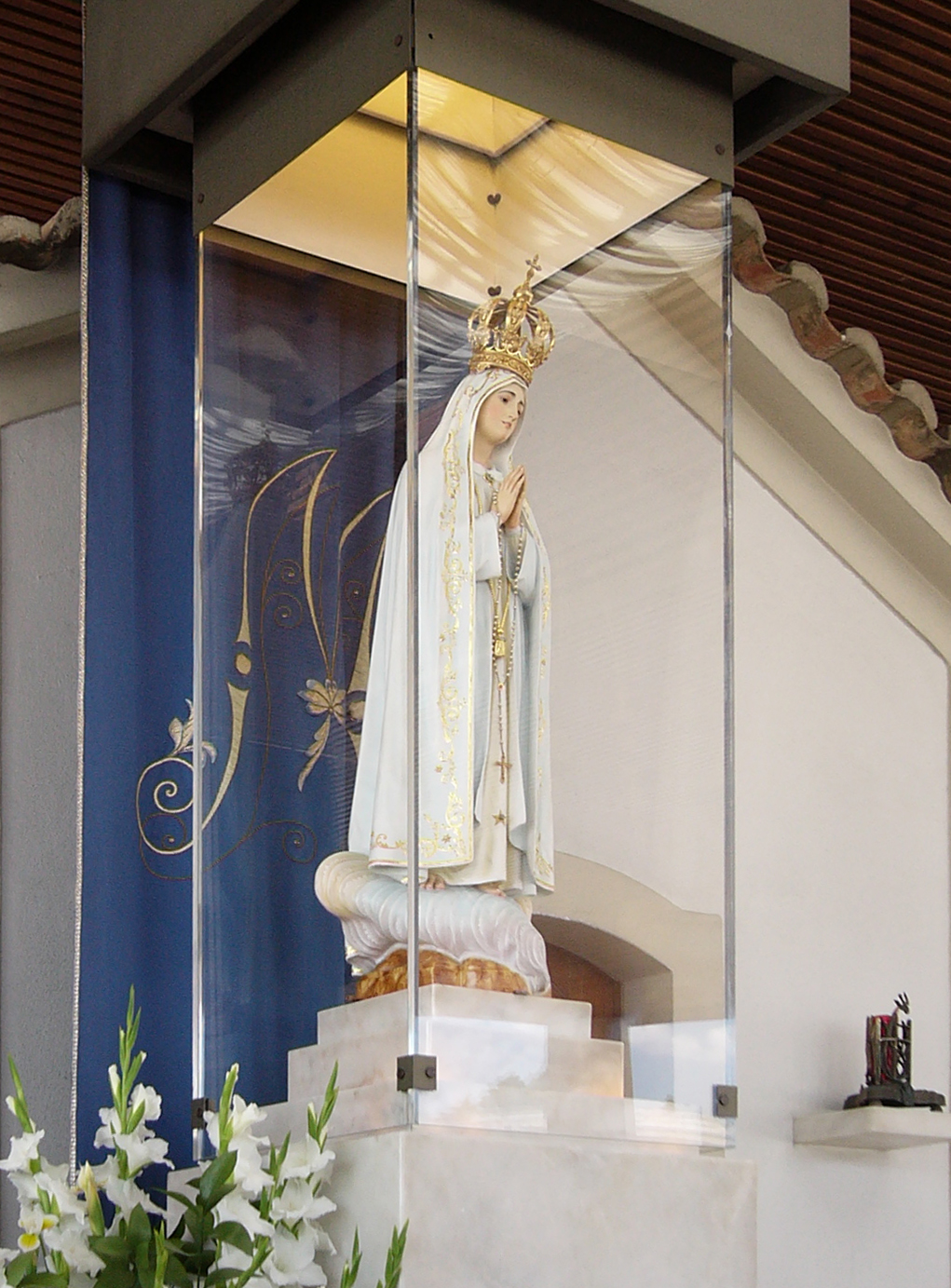
Primera imagen de la Virgen de Fátima en su santuario, realizada según la descripción de los videntes.

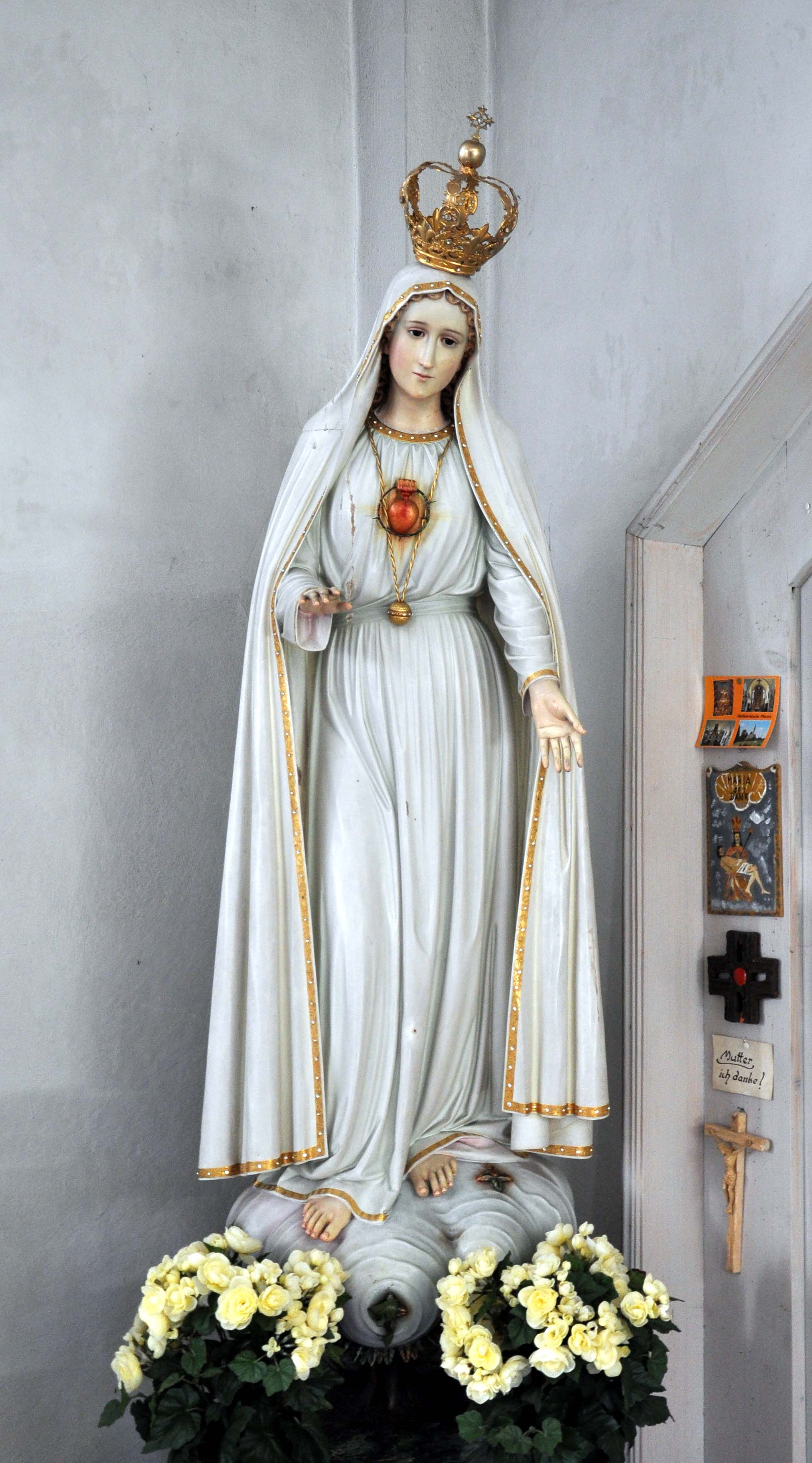
Imagen de la Virgen de Fátima con su Inmaculado Corazón, en una iglesia de Alemania. El corazón está rodeado de espinas, tal y como escribió sor Lucía de la aparición de Pontevedra.

La Primera Guerra Mundial tuvo lugar entre 1914 y 1918. En esta participó Portugal. Entonces este país tenía un gobierno laicista. En febrero de 1917 tuvo lugar una revolución en Rusia, que desembocó en octubre de ese mismo año en el primer gobierno comunista de la historia. El 13 de mayo de 1917 la Virgen María se apareció a tres pastores, Lucía, Francisco y Jacinta, en Fátima (Portugal). El 13 de junio se apareció por segunda vez y le dijo a sor Lucía que ella propagaría por el mundo la devoción al Inmaculado Corazón. El 13 de julio de 1917 se apareció por tercera vez, les mostró una visión del Infierno y les dijo que quería salvar a las almas con la oración y la devoción al Inmaculado Corazón.
En 1941, por encargo del obispo, Lucía escribió sus memorias. Según las memorias de sor Lucía, el 13 de julio de 1917 la Virgen María le dijo:

Visteis el infierno a donde van las almas de los pobres pecadores; para salvarlas, Dios quiere establecer en el mundo la devoción a mi Inmaculado Corazón. Si se hace lo que os voy a decir, se salvarán muchas almas y tendrán paz. La guerra pronto terminará. Pero si no dejaren de ofender a Dios, en el pontificado de Pío XI comenzará otra peor. Cuando veáis una noche iluminada por una luz desconocida, sabed que es la gran señal que Dios os da de que va a castigar al mundo por sus crímenes, por medio de la guerra, del hambre y de las persecuciones a la Iglesia y al Santo Padre. Para impedirla, vendré a pedir la consagración de Rusia a mi Inmaculado Corazón y la comunión reparadora de los primeros sábados. Si se atienden mis deseos, Rusia se convertirá y habrá paz; si no, esparcirá sus errores por el mundo, promoviendo guerras y persecuciones a la Iglesia. Los buenos serán martirizados y el Santo Padre tendrá mucho que sufrir, varias naciones serán aniquiladas. Por fin mi Inmaculado Corazón triunfará. El Santo Padre me consagrará a Rusia, que se convertirá, y será concedido al mundo algún tiempo de paz.

La frase sobre la "noche iluminada" se ha relacionado con una aurora boreal que pudo presenciarse en toda Europa, el norte de África, Norteamérica y Australia la noche entre el 25 y el 26 de enero de 1938, un año antes de la Segunda Guerra Mundial (1939-1945).
La Virgen María fue a aparecerse de nuevo el 13 de agosto de 1917, pero los niños no pudieron acudir porque el alcalde los tenía presos para evitar que se propagase esa devoción. Se apareció por cuarta vez a los niños el 19 de agosto.
Se volvió a aparecer el 13 de septiembre. El 13 de octubre la Virgen volvió a decir que se rezase el rosario. Sus últimas palabras en las apariciones de 1917 fueron: "No ofendan más a Dios, que ya está muy ofendido" y luego se produjo el Milagro del Sol.
En 1941 sor Lucía escribió que Jacinta le había dicho hacia 1920:

A mí me queda poco tiempo para ir al Cielo, pero tú te vas a quedar aquí abajo para dar a conocer al mundo que Nuestro Señor desea que se establezca en el mundo la devoción al Corazón Inmaculado de María. Diles a todos que pidan esta gracia por medio de ella y que el Corazón de Jesús desea ser venerado juntamente con el Corazón de su Madre. Insísteles en que pidan la paz por medio del Inmaculado Corazón de María, pues el Señor ha puesto en sus manos la paz del mundo.

En 1925 Lucía, se hizo monja dorotea en Galicia, España. Encontrándose en el convento de las doroteas de Pontevedra, Galicia, España, el 10 de diciembre de 1925 sor Lucía tuvo una visión del niño Jesús y de la Virgen María con su corazón rodeado de espinas. En 1927 sor Lucía escribió que la Virgen, en aquella aparición, le había especificado en qué consistía la comunión de los primeros sábados, con las siguientes palabras:

Mira, hija mía, mi corazón cercado de espinas que los hombres ingratos me clavan continuamente con blasfemias e ingratitudes, tú, al menos, procura consolarme y di que: Todos aquellos que durante cinco meses seguidos, en el primer sábado, se confiesen y reciban la santa comunión, recen el santo rosario y me hagan 15 minutos de compañía meditando en los misterios del rosario, con el fin de desagraviarme, yo prometo asistirlos en la hora de la muerte con todas las gracias necesarias para su salvación.

La susodicha sagrada comunión de los primeros sábados consiste en confesarse, comulgar cada primer sábado de mes durante cinco meses (para reparar cinco tipos de blasfemias), rezar el rosario y meditar en sus misterios.

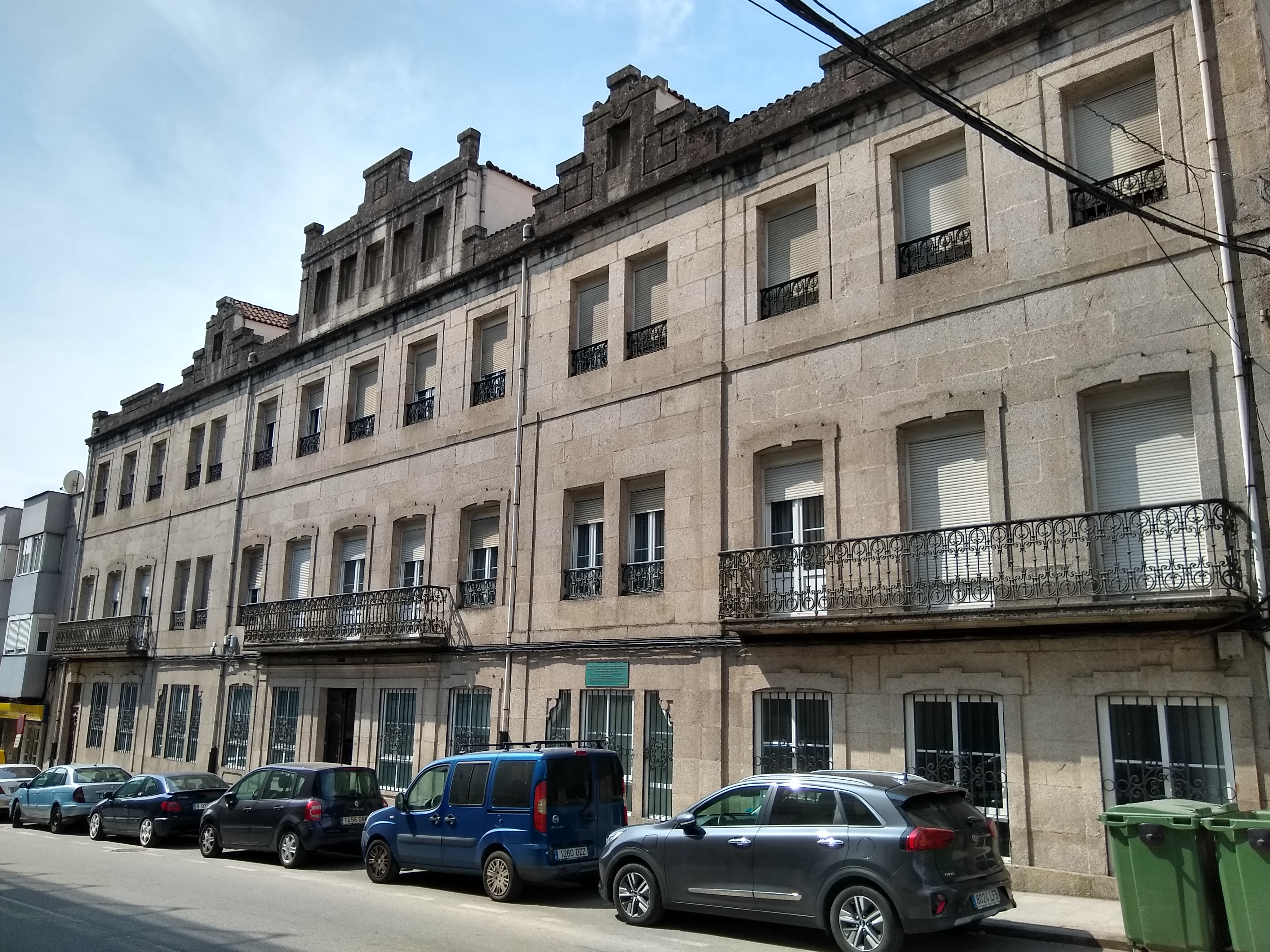
Convento de las doroteas de Tuy, provincia de Pontevedra, España.

El 13 de junio de 1929, encontrándose en el convento de las doroteas de Tuy, provincia de Pontevedra, Galicia, España, sor Lucía tuvo una visión de la Santísima Trinidad y de la Virgen María. Según sor Lucía, la Virgen le dijo:

Ha llegado el momento en que Dios pide al Santo Padre que haga, en unión con todos los obispos del mundo, la consagración de Rusia a mi Inmaculado Corazón; prometiendo salvarla por este medio.

En 1931 Jesús se le apareció a Lucía y le dijo que hiciese saber a sus ministros que, en vista de que seguían el ejemplo del rey de Francia, en la dilación de la ejecución de la petición, también lo habrían de seguir en la aflicción. Esto hace referencia a que el rey de Francia se negó a consagrar su país al Sagrado Corazón de Jesús cuando esto fue pedido por la vidente Margarita María de Alacoque en 1689 y a que 100 años después cayó la monarquía francesa.
En 1937 el obispo José Correira da Silva envió una carta a Pío XI donde mencionaba la petición de la consagración de Rusia al Inmaculado Corazón.
En 1948 Lucía regresó a Portugal e ingresó en el Convento de Santa Teresa, de carmelitas descalzas, en Coímbra. El sacerdote Agustín Fuentes la entrevistó en el convento de Coímbra el 26 de diciembre de 1956. Cuando regresó a México dio una conferencia en la que relató lo que le había dicho sor Lucía. Según Fuentes, en esta entrevista ella se mostró desanimada, dijo que el demonio estaba librando una batalla decisiva contra la Virgen y que el rezo del Rosario y la devoción al Inmaculado Corazón de María eran los últimos remedios que Dios iba a dar al mundo y que, por consiguiente, ya no iba a haber otros.

### Consagración del mundo y de Rusia

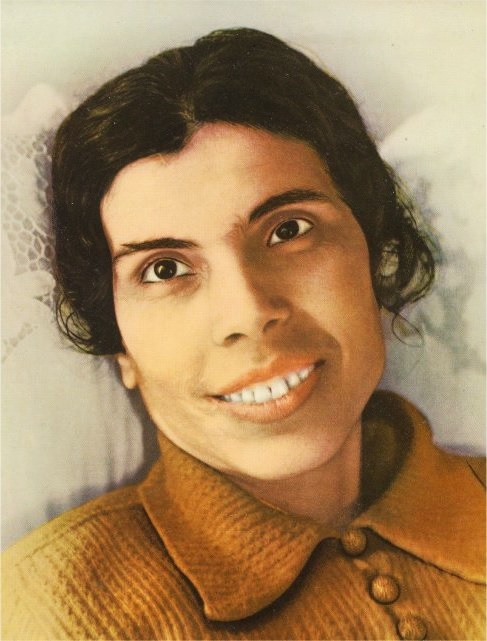
La beata Alexandrina de Balazar fue la vidente de Jesús que hizo la petición de la consagración del mundo al Inmaculado Corazón de María, que fue hecha por el papa Pío XII.

En primer lugar, el mundo fue consagrado al Sagrado Corazón de Jesús por el papa san León XIII el 25 de mayo de 1899 a pedido de una Hermana del Buen Pastor, la beata sor María del Divino Corazón Droste zu Vischering.
La beata Alexandrina de Balazar fue una mística portuguesa. En 1935 tuvo una visión de Cristo, que le dijo que pidiera al papa, a través de su director espiritual, el jesuita Mariano Pinho, la consagración del mundo al Inmaculado Corazón de la Santísima Virgen María. Su director espiritual hizo la petición en 1936 a través del cardenal Pacelli – futuro Papa Pío XII. Esta súplica fue reiterada varias veces por Mariano Pinho hasta 1941. El Vaticano examinó el caso en tres ocasiones, hablando con el arzobispo de su archidiócesis.
El 13 de mayo de 1938 el episcopado portugués, reunido en Fátima, pidió al papa que hiciera una consagración del mundo al Inmaculado Corazón.
El 2 de diciembre de 1940, durante la Segunda Guerra Mundial, Lucía dos Santos fue autorizada a escribir al papa. En su carta decía que la Virgen pedía que el Santo Padre, con todos los obispos, consagrasen el mundo, "con mención especial de Rusia", al Inmaculado Corazón para así reducir "los días de la tribulación, con que tiene determinado castigar a las naciones por sus pecados por medio de la guerra, el hambre y de varias persecuciones a la Santa Iglesia y a Su Santidad".
El 31 de octubre de 1942 el papa Pío XII consagró el mundo al Inmaculado Corazón de María con un mensaje de radio a Fátima. En el mensaje se decía lo siguiente:

Finalmente, como el Corazón de su Jesús, la Iglesia y toda la raza humana fueron consagradas, de modo que al depositar todas sus esperanzas en Él, serían una señal y promesa de victoria y salvación, así desde este día estaremos perpetuamente consagrados a ti y a tu Inmaculado Corazón, oh Madre nuestra y Reina del mundo: para que tu amor y tu patrocinio puedan acelerar el triunfo del Reino de Dios y de todas las generaciones. Los seres humanos, pacificados entre ellos y con Dios, os proclaman benditos; y contigo cantan, desde un polo al otro de la tierra, el eterno Magníficat de gloria, amor, gratitud al Corazón de Jesús, donde solo se puede encontrar la Verdad, la Vida y la Paz.

Este acto de consagración fue renovado en la Basílica de San Pedro de Roma el 8 de diciembre del mismo año.
El 7 de julio de 1952 Pío XII consagró a los "pueblos de Rusia" al Inmaculado Corazón.
Entre 1962 y 1965 tuvo lugar el Concilio Vaticano II. El 21 de noviembre de 1964 terminó la tercera sesión con la aprobación, por parte de san Pablo VI, del documento Lumen gentium, que en el capítulo 8 habla de «La Santísima Virgen María, Madre de Dios, en el misterio de Cristo y de la Iglesia». Ese día, Pablo VI dio un discurso en la Basílica de Santa María la Mayor de Roma, en el cual mencionó con afecto la consagración realizada por Pío XII.
El 13 de mayo de 1981, el mismo día que la Virgen María se apareció por primera vez a los pastores de Fátima, tuvo lugar un atentado contra Juan Pablo II. El Vaticano interpretó que una parte del mensaje de Fátima, conocida como el tercer misterio, mantenida en secreto hasta el año 2000, profetizaba el atentado.
Tras esto, se organizó un nuevo acto de consagración del mundo al Inmaculado Corazón el 7 de junio de 1981 en la Basílica de Santa María la Mayor de Roma. El papa no pudo asistir porque se estaba recuperando del atentado, pero envió su discurso. Luego viajó a Fátima, donde repitió la consagración el 13 de mayo de 1982. El 16 de octubre de 1983 volvió a realizar la consagración en la Plaza de San Pedro, en presencia de varios obispos.
El 25 de marzo de 1984 el papa hizo traer la imagen de la Virgen de Fátima del santuario de la Cova da Iria, realizada conforme a la descripción de los pastores, a la Plaza de San Pedro, la puso junto al altar más solemne y realizó un nuevo acto de consagración al que estuvieron convocados todos los obispos del mundo. Sor Lucía de Fátima dijo que la consagración había sido hecha como pidió la Virgen el 25 de marzo de 1984 en tres cartas fechadas el 29 de agosto, el 8 y el 21 de noviembre de 1989.
Tanto en 1983 como en 1984 el papa le dijo a la Virgen, en la consagración, que librase al mundo de la guerra nuclear y de cualquier otro tipo de guerra.
El 2 de mayo de 1984 Ronald Reagan, presbiteriano, se reunió con Juan Pablo II en Alaska. El 9 de mayo de 1985 el presidente Ronald Reagan dijo en el Parlamento de Portugal:

Cuando conocí al papa Juan Pablo II el año pasado en Alaska, le di las gracias por su vida y su apostolado.
Y me atreví a sugerirle que el ejemplo de hombres como él mismo y la oración de personas sencillas en cualquier lugar, personas sencillas como los niños de Fátima tienen más poder que todos los grandes ejércitos y gobernantes del mundo

El 8 de diciembre, día de la Inmaculada Concepción, de 1987 los Estados Unidos y la Unión Soviética firmaron el Tratado sobre Fuerzas Nucleares de Rango Intermedio, que limitaba el potencial nuclear de ambos países.
Juan Pablo II visitó de nuevo Fátima el 13 de mayo de 1991.
El 8 de diciembre, día de la Inmaculada Concepción, de 1991 se firmó el Tratado de Belavezha, por el cual desapareció la Unión Soviética. En la actualidad, sabemos que la Unión Soviética tenía planes para invadir Europa Occidental y que esos planes no se llevaron a cabo.
El 12 de mayo de 2010 Benedicto XVI consagró a los sacerdotes al Inmaculado Corazón de María en Fátima.
El 13 de octubre de 2013, en la Jornada Mariana, dentro del Año de la Fe, la Virgen de Fátima del santuario fue llevada a la Plaza de San Pedro y, en la homilía de una misa, el papa Francisco realizó una consagración del mundo a la "Bienaventurada María Virgen de Fátima".
El 2 de marzo de 2022 los obispos católicos ucranianos dirigieron una carta al papa Francisco pidiéndole la consagración de Ucrania y Rusia al Inmaculado Corazón de María. El 15 de marzo Matteo Bruni, director de la Oficina de Prensa de la Santa Sede, informó a los periodistas de que el papa lo haría el 25 de marzo en una celebración penitencial en la Basílica de San Pedro, en la Ciudad del Vaticano, y que, a la vez, el cardenal polaco Konrad Krajewski haría lo mismo acto de consagración en Fátima, Portugal. El 17 de marzo el nuncio en los Estados Unidos de América, Christophe Pierre, anunció que el papa invitaría a todos los obispos del mundo a unirse a la consagración, y añadió: "En los próximos días, el Santo Padre dirigirá una carta de invitación a los obispos, adjuntando el texto de la Oración de Consagración en los distintos idiomas". El 18 de marzo, Matteo Bruni confirmó que la intención del papa era realizar la consagración de Ucrania y Rusia en unión con todos los obispos del mundo. La consagración fue realizada por el papa, en unión con todos los obispos, el 25 de marzo de 2022 a las seis y media de la tarde con las siguientes palabras:

[...] Madre de Dios y nuestra, nosotros solemnemente encomendamos y consagramos a tu Corazón inmaculado nuestras personas, la Iglesia y la humanidad entera, de manera especial Rusia y Ucrania.

Durante el conflicto entre Israel y Hamás, el 29 de octubre de 2023 el cardenal Pierbattista Pizzaballa consagró Tierra Santa y Oriente Medio al Inmaculado Corazón de María implorando el don de la paz

## Festividad
San Juan Eudes que compuso una misa en honor del corazón de María y la celebró el 20 de octubre de 1643 o 1644 en el Seminario de Caen junto con sus discípulos. El 8 de febrero de 1648, se celebró en la Catedral de Autun después de que el obispo diocesano aprobase el oficio y la misa.
El 22 de marzo de 1799 Pío VI concedió esta festividad a la ciudad de Palermo. El 31 de agosto de 1805 Pío VII aprobó extender esta festividad a las diócesis que lo pidieren, pero con el formulario de la misa de la Virgen de las Nieves (5 de agosto). El 21 de julio de 1855, Pío IX aprobó la festividad del Purísimo Corazón de María con oficio y misa propia y concedió que pudiera celebrarse en las diócesis que lo solicitasen.
Gracias a san Antonio María Claret, siendo papa Pío IX, la Sagrada Congregación de Ritos de la Santa Sede aprobó el decreto Regni Hispaniarum del 26 de junio de 1862, por el que se establecía la festividad del Inmaculado Corazón en España, con su correspondiente misa y oficio litúrgico, el domingo posterior a la octava de la Asunción.
En el Misal Romano de 1914, san Pío X incluyó la misma del Inmaculado Corazón, para la celebración de aquellos que lo solicitasen.
El 4 de mayo de 1944, con el decreto Cultus liturgicus, con Pío XII, la Sagrada Congregación de Ritos extendió a toda la Iglesia latina la fiesta litúrgica del Inmaculado Corazón de María y asignó como día propio el 22 de agosto.
El Misal Romano posterior al Vaticano II, de 1969, trasladó la fiesta del Inmaculado Corazón al día posterior al Sagrado Corazón de Jesús, que oscile entre el 30 de mayo y el 3 de julio.

## Lugares consagrados
Además de la consagración del mundo, han tenido lugar consagraciones de ciudades, diócesis y naciones al Inmaculado Corazón en numerosos lugares del mundo.

## Consagración personal
Juan Pablo II, escogido papa en 1978, tuvo como lema de su pontificado la frase en latín Totus tuus (todo tuyo), dedicado a la Virgen María.
La oración de consagración al Inmaculado Corazón de María de san Luis María Grignion de Montfort dice así en latín:

Totus tuus ego sum, et omnia mea tua sunt. Accipio te in mea omnia. Praebe mihi cor tuum, Maria.

En español significa:

Todo tuyo soy, y todo lo mío es tuyo. En todo lo mío te acojo. Dame tu corazón, María.